# 垂裕神社
垂裕神社（すいようじんじゃ）は、福岡県朝倉市にある神社である。旧社格は県社。

## 概要
垂裕明神（秋月藩初代藩主黒田長興）及び歴代藩主・藩主夫人・公子・秋月出身の島原の乱～太平洋戦争までの戦死者を祀る。境内には楓の木が多く、周辺は紅葉の名所として有名。

## 歴史
安政6年（1859年）、秋月藩第10代藩主黒田長元が初代藩主長興の200周忌を迎えるにあたり、その功績を記念するため秋月八幡宮宮司宮永保親に命じて京都の吉田家に神号授与を申請。吉田家より『垂裕明神』の神号を与えられ、神霊を八幡宮相殿に祀ったのが始まりである。
元治元年（1864年）八幡宮から秋月城内の仮御殿に移し祀る。
その後、明治5年（1872年）から3年がかりで現在地に社殿を建設。明治13年（1880年）に秋月城大手門（通称：黒門）を境内に移築。なお、社殿の建設工事及び境内の整備は旧秋月藩士達が中心となって実施したため、参道の石段は「士族坂（さむらいざか）」とも呼ばれる。
昭和22年（1947年）、歴代藩主及びその夫人・公子、島原の乱～太平洋戦争の戦死者を合祀。

## 施設
- 拝殿
- 本殿
- 鳥居

## 文化財
- 神門 - 通称・黒門。旧秋月城の大手門で、長屋門と共に福岡県指定有形文化財に指定されている[1]。元は戦国時代に古処山に所在した秋月氏の居城・古処山城の搦手門と伝えられているが、江戸時代前期の建築と考えられている[1]。秋月観光のシンボルでもある。

## 交通
- 甘木鉄道甘木線・西鉄甘木線甘木駅より甘木観光バス秋月線に乗車し、「博物館前」下車徒歩7分（570m）。
- マイカーの場合、大分自動車道甘木インターチェンジから約10㎞。
- 周辺に有料駐車場あり